# Opsigalea blanchardi
Opsigalea blanchardi là một loài bướm đêm trong họ Noctuidae.